# Christian Schulz
Christian Schulz (Bassum, 1983. április 1. –) német válogatott labdarúgó, edző.

## Pályafutása
1995-ben 20 évesen csatlakozott a Werder Bremenhez, ahol az amatőr csapattal játszott a Regionalligában a 2001/2002-es szezonban. 2003. február 15-én mutatkozott be a Bundesligában csereként az 1. FC Nürnberg ellen. Amikor  Ümit Davala megsérült Schulz lehetett a balhátvéd.
2007. augusztus 30-án Hannoverbe igazolt.
Háromszor játszott a német válogatottban. Első válogatottsága 2004. december 16-án Japán ellen 3-0-ra megnyert mérkőzésen volt.

## Sikerei, díjai
- SV Werder Bremen:
  - Bundesliga (1): 2003–04
  - Német kupa (1): 2003–04
  - Német ligakupa (1): 2006

- Sturm Graz:
  - Osztrák kupa (1): 2017–18